# St. Joseph (Louisiana)
St. Joseph è un comune degli Stati Uniti d'America, situato nello Stato della Louisiana, in particolare nella parrocchia di Tensas, della quale è il capoluogo.